# Zsitvamártonfalva
Zsitvamártonfalva (szlovákul Martinová nad Žitavou) Vajkmártonfalva településrésze, korábban önálló falu Szlovákiában, a Nyitrai kerületben, a Nyitrai járásban.

## Fekvése
Nyitrától 23 km-re délkeletre, a Zsitva jobb partján fekszik.

## Története
Mártonfalva első írásos említése 1437-ből származik Martonfalva néven. Ekkor királyi birtok volt, a Ludányi család zálogbirtoka. A 16. században a Solymosi, Ghyczy és más nemes családoké volt. A 18–19. században a Botka, Kéres, Nagy és más családoké. 1554-ben felégette a török. 1750-ben 32 család élt a településen. 1787-ben 47 házában 265 lakos élt. 1828-ban 57 háza és 399 lakosa volt, akik főként mezőgazdasággal foglalkoztak.
Vályi András szerint „MÁRTONFALVA. Tót falu Nyitra Várm. földes Urai több Urak, lakosai többfélék, fekszik Vajknak szomszédságában, és annak filiája, határja középszerű.”
Fényes Elek szerint „Martonfalva, vegyes tót-magyar falu, Nyitra vmegyében, a Zsitva mellett, 343 kath., 12 ref., 18 zsidó lak. F. u. többen. Ut. p. Verebély.”
Nyitra vármegye monográfiája szerint „Mártonfalu, zsitvavölgyi község, melynek magyar lakosai részben eltótosodtak. Számuk 275, vallásuk r. kath. Posta és vasuti állomás Szent-Mihályúr, táviró Mánya. 1437-ben királyi birtok volt. Később a Veöröss, Szeghő és Nagy-családok voltak a földesurai.”
A trianoni békeszerződésig Nyitra vármegye Érsekújvári járásához tartozott. 1938 és 1945 között újra Magyarország része.
1931 novemberében, a falu határában határi út javítása közben mamutleletet találtak, melynek csontjait Turócszentmártonra vitték.

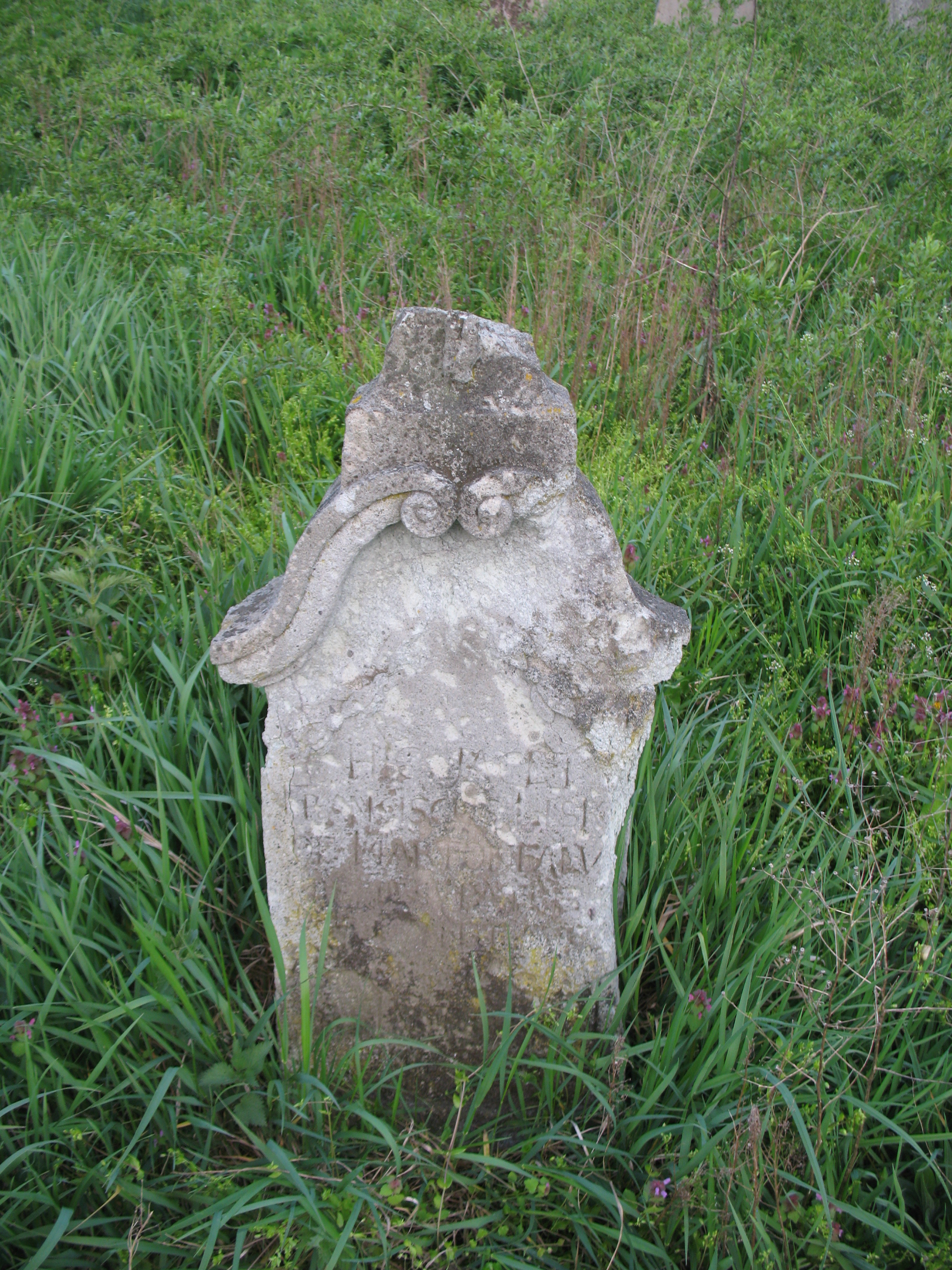
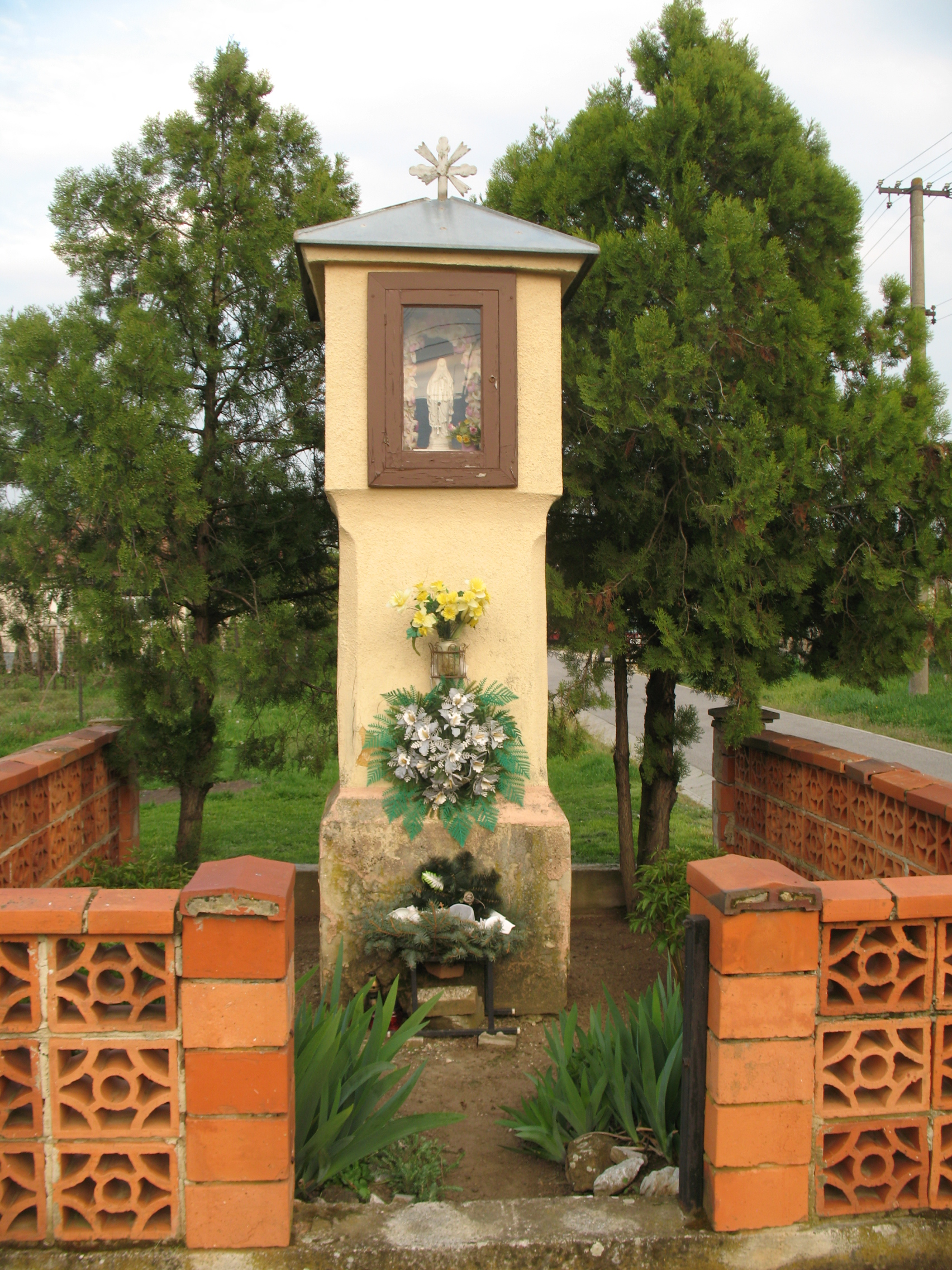
1878
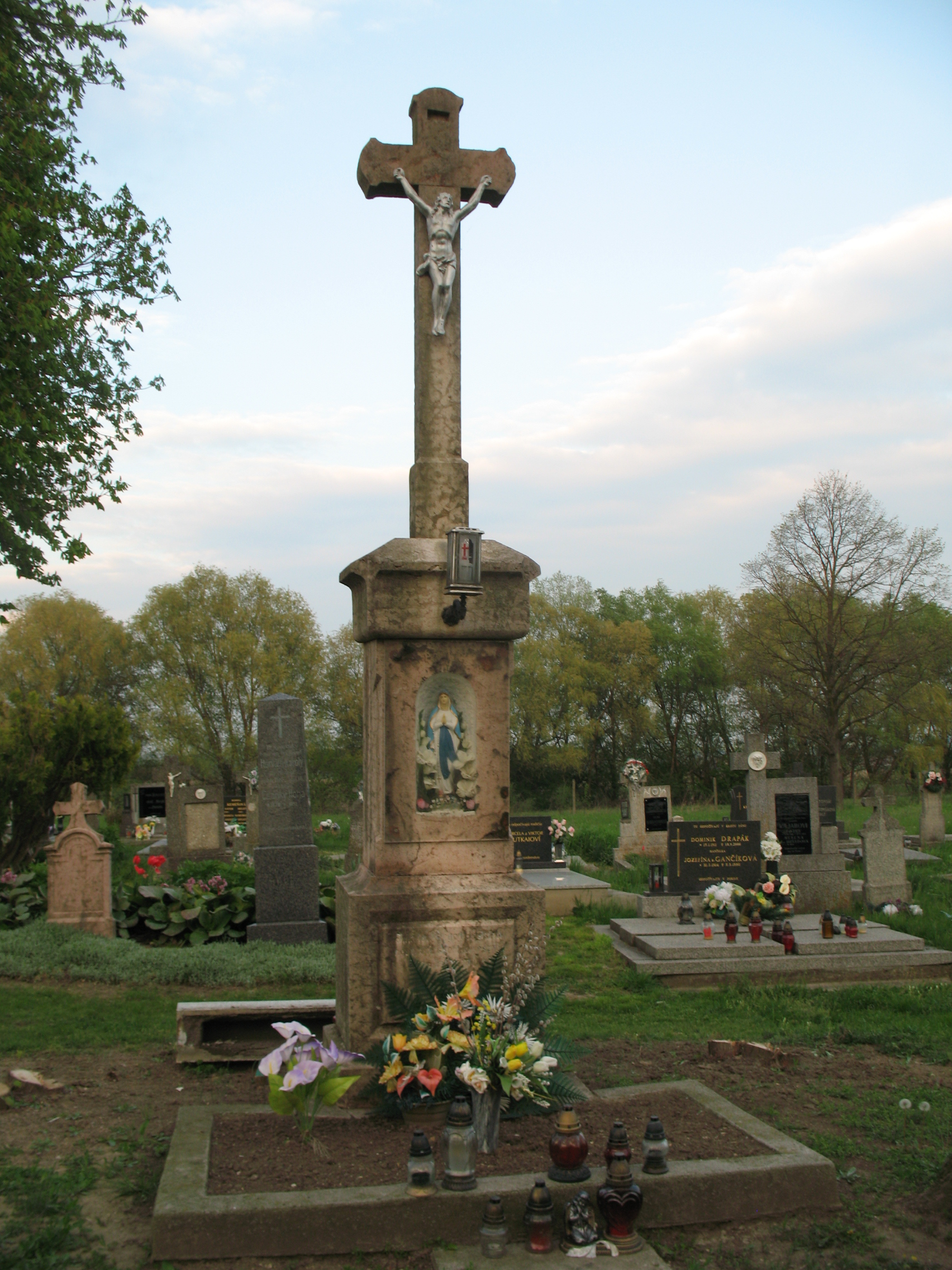
1910

## Népessége
1910-ben 293, többségben szlovák  lakosa volt, jelentős magyar és cigány kisebbséggel.
1919-ben 290 lakosából 137 csehszlovák, 96 magyar, 10 német és 47 egyéb nemzetiségű. Ebből 266 római katolikus, 20 zsidó és 4 egyéb vallású.
2001-ben Vajkmártonfalva 926 lakosából 910 szlovák volt.

## Külső hivatkozások
- E-obce.sk Archiválva 2008. szeptember 20-i dátummal a Wayback Machine-ben
- Községinfó
- Zsitvamártonfalva Szlovákia térképén